# Bob Loughman
Bob Loughman Weibur (8 de março de 1961) é um político de Vanuatu e foi primeiro-ministro de Vanuatu de 2020 a 2022.
Membro do Vanua'aku Pati, foi eleito como Membro do Parlamento por Tanna na eleição geral de 6 de julho de 2004, sendo reeleito em 2008 e em 2012.
Em março de 2013, com a mudança de governo, o primeiro-ministro Moana Carcasses o nomeou como Ministro da Educação. Em maio de 2018 é nomeado Ministro do Turismo e Comércio no gabinete de Charlot Salwai.
Desde 2018 Loughman é líder do Vanua'aku Pati.